# Tresticketjärnet, Dalsland
Tresticketjärnet är en sjö i Åmåls kommun i Dalsland och ingår i Göta älvs huvudavrinningsområde. Tresticketjärn ligger i Sörknatten Natura 2000-område.